# Solenopsis fusciventris
Solenopsis fusciventris är en myrart som beskrevs av Clark 1934. Solenopsis fusciventris ingår i släktet eldmyror, och familjen myror. Inga underarter finns listade i Catalogue of Life.